# Mount Howell
Mount Howell är ett berg i Antarktis. Det ligger i Västantarktis. Inget land gör anspråk på området. Toppen på Mount Howell är 705 meter över havet.
Terrängen runt Mount Howell är kuperad söderut, men norrut är den platt. Trakten är obefolkad. Det finns inga samhällen i närheten.